# Chloropetalia kimminsi
Chloropetalia kimminsi – gatunek ważki z rodziny Chlorogomphidae.